# ミズーラ郡 (モンタナ州)

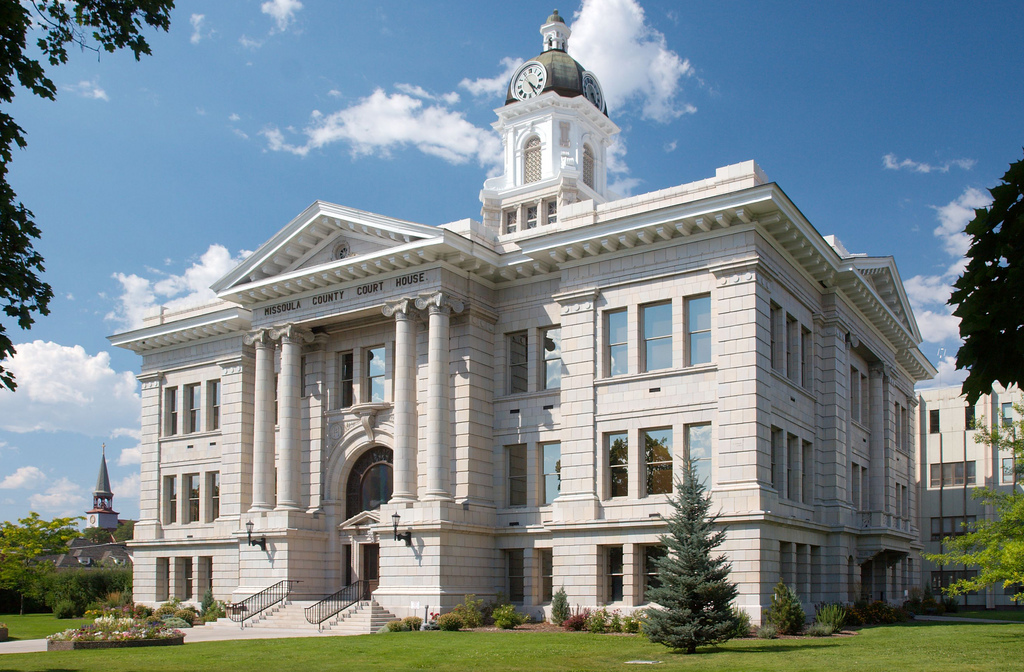
郡裁判所

ミズーラ郡（Missoula County）は、アメリカ合衆国モンタナ州にある郡である。人口は11万7922人（2020年）で、州内第3位である。郡庁所在地はミズーラである。

## 地理

モンタナ州内の位置

アメリカ合衆国統計局によると、この郡は総面積6,781 km2 (2,618 mi2) である。このうち6,729 km2 (2,598 mi2) が陸地で53 km2 (20 mi2) が水地域である。総面積の0.78%が水地域となっている。

## 人口動勢
2000年国勢調査で、この郡は人口95,802人、38,439世帯、及び23,140家族が暮らしている。人口密度は14/km² (37/mi²) である。6/km² (16/mi²) の平均的な密度に41,319軒の住宅が建っている。この郡の人種的な構成は白人94.02%、アフリカン・アメリカン0.27%、先住民2.29%、アジア1.02%、太平洋諸島系0.08%、その他の人種0.45%、及び混血1.86%である。この人口の1.61%はヒスパニックまたはラテン系である。
この郡内の住民は22.90%が18歳未満の未成年、18歳以上24歳以下が15.40%、25歳以上44歳以下が29.20%、45歳以上64歳以下が22.60%、及び65歳以上が10.00%にわたっている。中央値年齢は33歳である。女性100人ごとに対して男性は99.90人である。18歳以上の女性100人ごとに対して男性は98.00人である。
この郡の世帯ごとの平均的な収入は34,454米ドルであり、家族ごとの平均的な収入は44,865米ドルである。男性は31,605米ドルに対して女性は21,720米ドルの平均的な収入がある。この郡の一人当たりの収入 (per capita income) は17,808米ドルである。人口の14.80%及び家族の8.80%は貧困線以下である。全人口のうち18歳未満の14.60%及び65歳以上の8.20%は貧困線以下の生活を送っている。

## 都市及び町
- ミズーラ（郡庁所在地）
- Bonner-West Riverside
- Clinton
- East Missoula
- Evaro
- Frenchtown
- Lolo
- Orchard Homes
- Steeley Lake
- Wye